# 诺尔特兰迪亚
诺尔特兰迪亚是巴西马托格罗索州的一个市镇。总面积1350.778平方公里，总人口6232人，人口密度4.6人/平方公里。